# Kaszpioszok

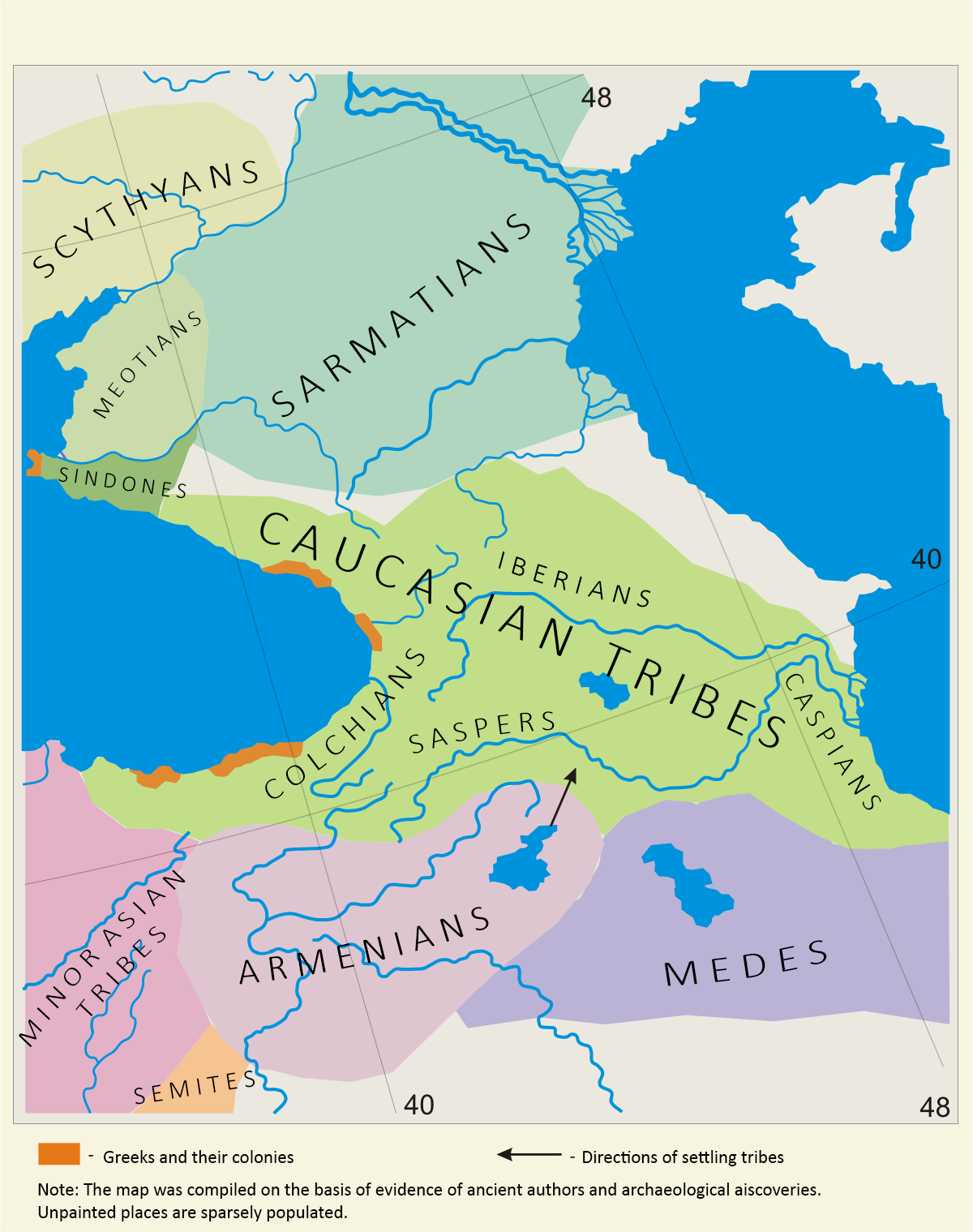
A Kaukázus ókori népeinek lakóhelyei (i. e. 5–4. század). A kaszpioszok lakóhelye a térkép jobb oldalán van feltüntetve

A kaszpioszok (perzsául کاسپی‌ها [Kaspyn], görögül Κάσπιοι [Kászpioi]) közelebbről nem ismert ókori nép, akiket általában pre-indoeurópai népnek tekintenek. Területük a Kaszpi-tengertől délnyugatra, a Kaszpián néven ismert régióban, a Cambyses és a Cyrus folyók közt volt, Hérodotosz említi őket történeti munkájának egy helyén.